# Gentianose
Le gentianose est un triholoside (oligoside) extrait de la racine de gentiane.

## Découverte
Le gentianose a été découvert en 1882 par Meyer dans les racines de la gentiane jaune (Gentiana lutea), de laquelle il tire son nom, dans un extrait alcoolique (95 %) de racines séchées.

## Source
Le gentianose est présent dans un nombre important de racines de plantes comme les gentianes (Gentiana lutea, Gentiana purpurea, Gentiana asclepiadea, Gentiana punctata & Gentiana cruciata).

## Structure et propriétés

### Structure
Le gentianose est composé de deux unités de glucose et d'une unité fructose. Ou plus simplement c'est une unité de glucose attachée à une unité de saccharose par son glucose ou une unité de fructose liée a une unité de gentiobiose.

### Propriétés physiques
Le gentiobiose est un solide qui fond vers 212 °C et qui possède une saveur légèrement sucrée. Sa formule chimique est C18H32O16 et sa masse molaire de 504,44 g·mol-1.

### Propriétés chimiques
Le gentianose est un sucre non réducteur (pas de OH libre sur un carbone anomérique) donc ne réagit pas avec la liqueur de Fehling, celle-ci restant bleue en sa présence.
Son hydrolyse totale donne une molécule de fructose pour 2 molécules de glucose. L'hydrolyse partielle conduit soit à la formation de gentiobiose et de fructose (par la gentianase) ou de saccharose et de glucose (par l'émulsine).

## Production
Le gentianose est formé par l'action des levansucrases (famille des glycosyltransférases) sur le gentiobiose ou le saccharose.